# Le Combat contre les ombres
Le Combat contre les ombres est le huitième tome de la Chronique des Pasquier de Georges Duhamel, publié en 1939 au Mercure de France.

## Résumé
Au printemps 1914, Laurent Pasquier est devenu, à 33 ans, le chef respecté du département des vaccins et des sérums de l'Institut national de biologie à Paris. Cependant un conflit violent l'opposera à Étienne Larminat, le directeur de l'Institut, au sujet d'Hippolyte Birault, un agent de laboratoire orgueilleux et incapable, que Pasquier renvoie sans l'accord de son supérieur. À la suite de la publication de son point de vue dans un journal politique de la droite radicale naïvement faite par Laurent Pasquier sur les conseils d'un ami, Larminat se déchaine contre lui, en cherchant à le discréditer publiquement au moyen d'une campagne de presse rageuse et indigne. Le scientifique, délaissé par ses confrères, se bat seul contre le politique quant à l'organisation et à la vision de l'avenir de la science ainsi que pour la défense de son honneur et de son nom. Dans le même temps son père Raymond Pasquier - après une nouvelle virevolte professionnelle, qui le mène un temps à créer, sous un nom d'emprunt, un cabinet conseil de traitement contre la timidité pathologique - quitte le foyer familial pour vivre une passion avec sa jeune secrétaire et faire un périple en Algérie. Laurent, au comble du désarroi, trouve toutefois le soutien et l'amour de Jacqueline Bellec, fille d'un député socialiste et puissant patron de presse de gauche. Au mois de juillet 1914, la guerre approche mais les grondements de l'Europe n'atteignent pas les oreilles de Laurent Pasquier, tout englué à se débattre sans succès contre la cabale qui le détruit petit à petit. Contraint de donner sa démission, malgré le soutien de dernière minute de grands noms scientifiques de son époque (Dastre, Richet, Lapicque, Nicolle, Roux, Bertrand), il renonce violemment à la vocation de sa vie et au métier qui l'animait, et se voit mobilisé pour partir au front.

## Éditions
- Mercure de France, 1939.
- Éditions Omnibus, 1999  (ISBN 2258051436) et 2007  (ISBN 978-2-258-05143-0).